# Borax
Borax, dinatriumtetraborat, är ett färglöst mineral, som förekommer i två former, dels dekahydrat med bara bundet kristallvatten, dels oktahydrat där en del av kristallvattnet har reagerat med mineralet och bildat hydroxid.
- Dekahydrat: {\displaystyle {\rm {Na_{2}B_{4}O_{7}\cdot 10\ H_{2}O}}}

- Oktahydrat: {\displaystyle {\rm {Na_{2}[B_{4}O_{5}(OH)_{4}]\cdot 8\ H_{2}O}}}

Borax förekommer naturligt som mineralet tinkal. Vanligast förekommer borax som utkristalliseringar vid stränderna och på botten av utloppslösa sjöar tillsammans med soda och bergssalt. Borax kristalliserar där som monoklina prismor, är fettglänsande, färglös till gråaktig eller gulaktig. Boraxsjöar förekommer bland annat i Iran, Tibet och Kalifornien. Utvinning ur dessa källor är dock sällsynt. I stället utvinns borax ur andra bormineral som boronatrokalcit, kolemanit, pandermit med flera. Tidigare utvanns borax främst ur borsyra blandad med natriumkarbonat. Borax, dinatriumtetraborat, är reproduktionsstörande och klassat som utfasningsämne (det har så allvarliga egenskaper att det inte bör användas) av Kemikalieinspektionen.

## Användningsområden
- Flussmedel vid hårdlödning
- Beståndsdel i glas exempelvis borosilikatglas och porslin för att öka glansen och minska känsligheten för temperaturvariationer
- Till glasyrer för fajanser och stengodskeramik
- Vid tillverkning av emaljerade kärl
- Vid tygtryckning
- Ingrediens i lekmaterialet slime[4]
- Rengöringsmedel, "skursand"
- Kosmetiskt emulgeringsmedel, särskilt i cold cream[5]
- Används för att skydda stål från oxidation vid vällning (gammal smidesteknik att sammanfoga bitar med, sker vid hög temperatur)
- Används som surhetsreglerande mat- och läkemedeltillsats E285 (får användas endast till störrom, det vill säga äkta kaviar), gränsvärde 0,16 mg/kg/dygn[6]
- Aktiv beståndsdel i bekämpningsmedel mot myror
- I buffertlösningar för pH cirka 9,2

## Etymologi
Borax kommer från det arabiska namnet på mineralet, buraq, som i sin tur kommer från farsi burah eller burak.